# 斯特魯斯塔湖

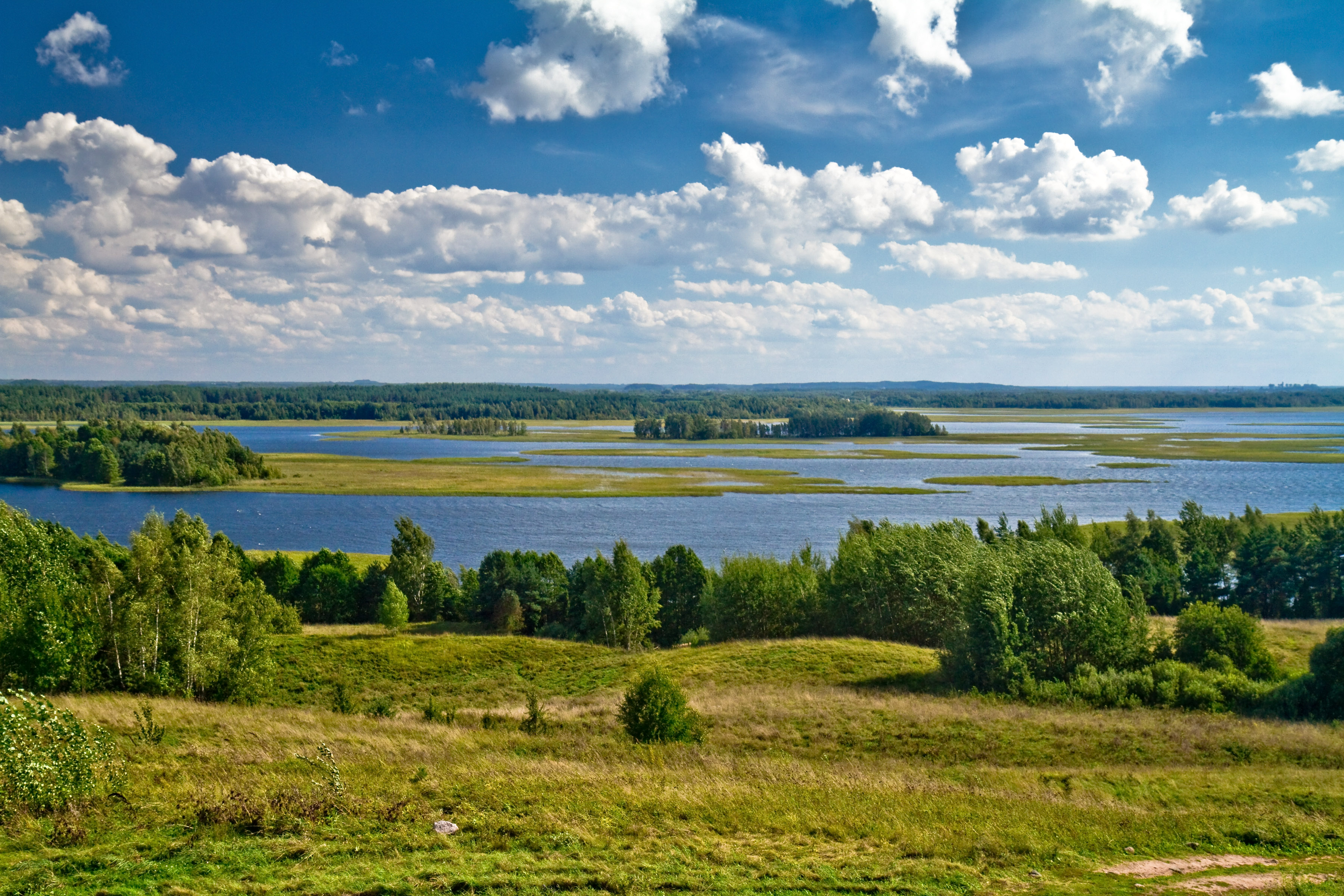
斯特魯斯塔湖

斯特魯斯塔湖（白俄羅斯語：Струста）是白俄羅斯的湖泊，由維捷布斯克州負責管轄，長6.4公里、寬4.2公里，面積13平方公里，集水區面積223平方公里，湖岸線長度27.8公里，平均水深7.3米，最大水深23米。
55°42′N 27°01′E / 55.700°N 27.017°E